# Pascale Arbillot
Pascale Arbillot (Franciaország, 1970. április 17. –) francia színésznő, 1993 óta aktív.

## Élete
Miután a politikatudomány tanulmányait befejezte, elkezdte ügyvédi karrierjét. De hamar úgy döntött, hogy beteljesíti régi álmát és színésznő lesz. Először egy jelentéktelen szerepet kapott 1993-ban egy színdarabban. Aztán elkezdődött filmes karrierje is, egy titkárnőt játszott a "La dernière carte" filmben 1994-ben. Ez a filmszerep kiugrás volt pályájában, ezután sorra kapta a felkéréseket tévéfilmekben és sorozatokban való szereplésre.

## Filmográfia

### Filmek
| év   | magyar cím                   | eredeti cím                       | szerep                    | magyar hangja |
| ---- | ---------------------------- | --------------------------------- | ------------------------- | ------------- |
| 2022 | A hónap dolgozója            | Irréductible                      | Isabelle Bailliencourt    |               |
| 2011 | A szerelem művészete         | L’art d’aimer                     | Zoé                       |               |
| 2011 |                              | Toutes nos envies                 | Marthe                    |               |
| 2011 |                              | Je n’ai rien oublié               | Dr. Wirth                 |               |
| 2011 | Határvonal                   | Une pure affaire                  | Christine Pelame          |               |
| 2010 | Apró kis hazugságok          | Les petits pouchoirs              | Isabelle Ribaud           |               |
| 2010 | A világ legjobb barátai      | Les meilleurs amis du monde       | Lucie                     |               |
| 2009 | Válóperesek válása           | Divorces!                         | Valentine                 |               |
| 2009 | Gino Story                   |                                   |                           |               |
| 2009 |                              | Coco                              | Agathe                    |               |
| 2008 | Szánalmas világunk           | Notre univers impitoyable         | Juliette                  |               |
| 2008 | Beszélj az esőről            | Parlez-moi de la pluie            | Florence                  |               |
| 2006 |                              | Hell                              | a nőgyógyász              |               |
| 2006 |                              | Un printemps à Paris              | Louise                    |               |
| 2005 |                              | Espace détente                    | Véro Convenant            |               |
| 2005 | Edy, a haláldíler            | Edy                               | Catherine                 |               |
| 2004 |                              | Clara et moi                      | Isabelle                  |               |
| 2003 |                              | Toutes les filles sont folles     | a bíró                    |               |
| 2002 |                              | Plus haut                         | Claire                    |               |
| 2001 | Gregoir Moulin a világ ellen | Grégoire Moulin contre l’humanité | Odile Bonheur/Emma Bovary |               |
| 2000 |                              | L’extraterrestre                  | Agathe                    |               |
| 1999 |                              | Une pour toutes                   | üzletasszony              |               |
| 1999 |                              | Le sourire du clown               | Hélène                    |               |
| 1997 |                              | Mon jour de chance                |                           |               |
| 1994 |                              | L’affaire                         | S.A.L. titkárnő           |               |

### Tévéfilmek
Dőlt betűvel a még készülő filmeket jelöltük
| év   | magyar cím                    | eredeti cím                        | szerep            | magyar hangja |
| ---- | ----------------------------- | ---------------------------------- | ----------------- | ------------- |
| 2013 |                               | Des frères et des soeurs           |                   |               |
| 2013 | Les pirogues de hautes terres |                                    |                   |               |
| 2012 |                               | Bankable                           | Barbara Deville   |               |
| 2011 |                               | Un soupçon d'innocence             | Marie             |               |
| 2006 |                               | Mer belle à agitée                 | Sabine Bertignac  |               |
| 2004 |                               | Les Robinsonnes                    | Nadia             |               |
| 2004 |                               | Caution personnelle                | Solange           |               |
| 2003 |                               | Une amie en or                     | Julie Ferenzi     |               |
| 2003 | A felső szomszédom            | Mon voisin du dessus               | Odile             |               |
| 2003 |                               | Mata Hari, la vraie histoire       | France Bouchardon |               |
| 2003 |                               | La maîtresse du corroyeur          | Simone Porquel    |               |
| 2003 |                               | Changer tout                       | Florence          |               |
| 2001 |                               | Les ex font la loi                 | Clémence          |               |
| 2001 |                               | La tortue                          | Gaspari, Valérie  |               |
| 2001 |                               | Juliette : service(s) compris      | Mathilde          |               |
| 2000 |                               | La tresse d’Aminata                | Gaëlle            |               |
| 1998 |                               | En quête d'identité                | Jeanne            |               |
| 1998 |                               | Une grosse bouchée d’amour         | Agnès             |               |
| 1997 |                               | Bonne fête papa                    | Lucy              |               |
| 1997 |                               | Salut l’angoisse                   | Laura             |               |
| 1997 |                               | Féminin masculine                  | Delphine          |               |
| 1995 |                               | Lettre ouverte à Lili              | adóellenőr        |               |
| 1994 |                               | Le cri coupé                       | Thérèse Troppmann |               |
| 1994 |                               | La rêverie ou le mariage de Sylvia | Emilie            |               |

### Rövidilmek
| év   | eredeti cím                         | szerep                  | hossz   |
| ---- | ----------------------------------- | ----------------------- | ------- |
| 2007 | Cut!                                |                         | 2 perc  |
| 2006 | Une histoire de pieds               | Judith                  | 13 perc |
| 2005 | Les couilles de mon chat            | Marie                   | 22 perc |
| 2004 | (Mon) Jour de chance                |                         | 17 perc |
| 1999 | Quand fond la neige où va le blanc? |                         | 17 perc |
| 1998 | Scènes de lit                       | a szőke (Ideális férfi) | 25 perc |
| 1998 | La polyclinique de l’amour          | Priscilla               | 7 perc  |
| 1997 | Rien que des grandes personnes      |                         | 28 perc |
| 1997 | Les voisins                         |                         | 7 perc  |
| 1997 | Double jeu                          |                         |         |
| 1997 | L’homme idéal                       |                         |         |

### Sorozatok
| év        | magyar cím      | eredeti cím                   | szerep   | epizód                 |
| --------- | --------------- | ----------------------------- | -------- | ---------------------- |
| 2005–2008 | Együtt a család | Merci, les enfants vont bien! | Isabelle | 1-4. szezon, 12 epizód |
| 2004      | Maigret         | Maigret                       |          | 1 epizód               |
| 2004      |                 | La crim’                      |          | 1 epizód               |
| 2001      |                 | Docteur Sylvestre             |          | 1 epizód               |
| 1998–2003 |                 | Crimes en série               |          | 10 epizód              |
| 1997      |                 | Le bahut                      |          | 1 epizód               |
| 1997      |                 | Navarro                       |          | 1 epizód               |
| 1995      |                 | Les Cordier, juge et flic     |          | 2 epizód               |
| 1995      |                 | Julie Lescaut                 |          | 1 epizód               |
| 1995      |                 | Nestor Burma                  |          | 1 epizód               |

## Díjak
- Prix Raimu de la comédie
  - 2008: Beszélj az esőről
- Festival de la fiction TV de La Rochelle
  - 2011: Un Soupçon d’innocence - legjobb színésznő
- Alpe d'Huez International Comedy Film Festival
  - 2011: Une pure affaire - legjobb színészi játék
- Luchon International Film Festival
  - 2011: Bankable - legjobb színésznő